# Hpakan
Hpakant (en birmà: ဖားကန့်မြို့နယ်) també conegut com a Kamaing) és un terme municipal de Myanmar a l'estat de Kachin. El centre administratiu es troba a Hpakant, el major nucli de població és a Kamaing. El juliol de 2020 tingué lloc una esllavissada que sepultà centenars de miners que treballaven a les mines de jade.